# Leslie Munro
Sir Leslie Knox Munro K.C.M.G (* 26. Februar 1901 in Auckland, Neuseeland; † 13. Februar 1974, Hamilton, Neuseeland) war ein neuseeländischer Politiker, Diplomat und Journalist.

## Frühes Leben
Leslie Knox Munro wurde am 26. Februar 1901 als Sohn des Schullehrers Colin Robert Munro und seiner Frau Maria Caroline Knox in Auckland geboren. Er besuchte die Remuera School in Auckland und die Auckland Grammar School. Nach seinem Schulabschluss arbeitete er zunächst für ein paar Wochen als Bürojunge in der Kanzlei Jackson, Russell, Tunks and Ostler, erhielt dort ein Stipendium für ein Studium in Rechtswissenschaft an der University of Auckland, das er im Alter von 19 Jahren aufnahm und ein Jahr lang in Vollzeit dort studierte. Anschließend ging er zurück in die Anwaltskanzlei und studierte bis 1923 in Teilzeit, dem Jahr, in dem er sein Studium mit dem Master of Laws abschloss.

## Familie
Munro heiratete am 12. Oktober 1927 seine Frau Christine Mary Priestley, die drei Tage nach der Geburt seiner Tochter im August 1929 verstarb. Am 9. November 1931 heiratete Munro seine zweite Frau Muriel Olga Sturt in Auckland, mit der er eine weitere Tochter bekam.

## Berufliche Karriere
Von 1924 bis 1938 lehrte er Staats- und Verfassungsrecht und Römisches Recht an dem Auckland University College und wurde 1938 zum Dekan der Fakultät für Rechtswissenschaft an seiner Universität berufen. Von 1939 bis 1951 hatte er einen Sitz im Verwaltungsrat der Universität inne und von 1947 bis 1951 einen Sitz im Senat der University of New Zealand.
Von 1936 bis 1938 war Munro Präsident der Auckland District Law Society und von 1936 bis 1939 Mitglied des New Zealand Law Society Council. Während dieser Zeit war er 14-täglich im National Broadcasting Service (NBS) als Kommentator für Außenpolitik tätig, schrieb von 1939 an wöchentliche Artikel zu Ereignissen in der Welt in den Weekly News in Auckland und Leitartikel im New Zealand Herald, dessen Mitherausgeber er 1941 wurde und von 1942 bis 1951 Herausgeber der Zeitung war.

## Politische Karriere
1936 wurde Munro Mitglied in der in dem Jahr neu gegründeten New Zealand National Party, übernahm die Präsidentschaft der Parteigliederung in Remuera, einem Stadtteil von Auckland von 1938 bis 1941 und war einer der Führer der Partei von 1940 bis 1941, dem Jahr, als er die Mitherausgeberschaft des New Zealand Herald übernahm und seine Parteiämter dafür abgab.
Als die National Party unter der Führung von Sidney Holland 1949 die Parlamentswahlen in Neuseeland gewann, übernahm Munro drei Jahre später ab Februar 1952 das Amt des Botschafters Neuseelands in den Vereinigten Staaten und wurde gleichzeitig Repräsentant seines Landes in den Vereinten Nationen (UN). Während dieser Zeit war er Neuseelands Vertreter im Trusteeship Council von 1952 bis 1954 und von Juni 1953 für ein Jahr Präsident des Rates, war Vertreter im Sicherheitsrat der Vereinten Nationen (Security Council) von 1954 bis 1955 und übernahm von 1957 bis 1958 für ein Jahr die Präsidentschaft der 12. Sitzungsperiode der Generalversammlung der Vereinten Nationen.
Im Jahr 1957 gewann die New Zealand Labour Party die Parlamentswahlen und mit dem Regierungswechsel verlor auch Munro Ende 1957 seinen Posten als Botschafter und 1958 als Vertreter Neuseelands bei den Vereinten Nationen. Doch die Vereinten Nationen beauftragten Munro als speziellen Repräsentant der UN in der Ungarnfrage, eine Position, die er bis 1962 innehielt. Munro blieb bis 1963 in den Vereinigten Staaten und als er nach Neuseeland zurückkehrte, gewann er 1963 einen Parlamentssitz für den Waipa District, den er bis 1966 hielt, und 1969 für Hamilton West bis zu seinem Rückzug aus der Politik im Jahr 1972.
Munro verstarb am 13. Februar 1974 in Hamilton und hinterließ seine zweite Frau und zwei Töchter.

## Auszeichnungen
- 1955 – Ritter (KCMG) des Order of St. Michael and St. George
- 1957 – Ritter (KCVO) des Royal Victorian Order
- Ehrungen durch einige Universitäten in den USA, unter ihnen die Harvard University und die University of Michigan